# سهره دانه‌خوار نوک‌کلفت
سهره دانه‌خوار نوک‌کلفت (نام علمی: Oryzoborus funereus) نام یک گونه از سرده سهره‌های برنجی است.